# 紀広純
紀 広純（き の ひろずみ）は、奈良時代の公卿。大納言・紀麻呂の孫。左衛士督・紀宇美の子。官位は従四位下・参議。勲等は勲四等。

## 経歴
天平宝字2年（758年）北陸道問民苦使に任ぜられ（この時の位階は正六位上）、天平宝字7年（763年）従五位下・大宰員外少弐に叙任される。天平宝字8年（764年）9月に発生した藤原仲麻呂の乱では大宰府赴任中のためか活動の記録が残っていないが、翌天平神護元年（765年）正月になって薩摩守に左遷される。神護景雲2年（768年）筑後守に復帰する。
光仁朝に入ると、宝亀2年（771年）閏3月左少弁に任ぜられて京官に復し、宝亀4年（773年）従五位上に叙せられる。宝亀5年（774年）新羅使・金三玄が大宰府に渡来すると河内守に任ぜられた上で、大外記・内蔵全成と共に大宰府に遣わされて、来朝の理由を問う役割を務めている。
宝亀5年（774年）7月鎮守副将軍を兼任して、陸奥守兼鎮守将軍・大伴駿河麻呂の下で蝦夷征討にあたる。翌宝亀6年（775年）9月本官も河内守から陸奥介に変更となり、同年11月には反乱を起こして桃生城へ攻め寄せた蝦夷を鎮圧した功労により、正五位下・勲五等に叙せられた。その後も蝦夷征討に従事して、陸奥守・陸奥国按察使・鎮守将軍を歴任する。宝亀8年（777年）12月に出羽国志波村の蝦夷を鎮圧しようとして敗れて退却したことを言上。これを受けて鎮守権副将軍に任ぜられた佐伯久良麻呂の加勢によって蝦夷の鎮圧に成功したらしく、翌宝亀9年（778年）6月には従四位下・勲四等に叙せられている。
宝亀11年（780年）2月に参議に任ぜられ公卿に列す。広純は覚鼈柵という砦を建造し、遠くに衛兵や斥候を配置した上で、3月22日に伊治郡大領・伊治呰麻呂ら蝦夷軍を率いて伊治城に入るが、密かに敵側に通じて反乱を起こした呰麻呂に殺害された（宝亀の乱）。最終官位は按察使参議従四位下。

## 人物
官職にあって政務を執り行う才能があると賞賛されたという。後に広純を殺害する伊治呰麻呂はわけあって彼を嫌っていたが、表面上は広純に媚びて仕える振りをしていた。一方で、広純は呰麻呂を非常に信用して気を許していたという。

## 官歴
注記のないものは『続日本紀』による。
- 時期不詳：正六位上
- 天平宝字2年（758年） 正月5日：北陸道問民苦使
- 天平宝字7年（763年） 正月9日：従五位下、大宰員外少弐[4]
- 時期不詳：大宰少弐
- 天平神護元年（765年） 2月5日：薩摩守
- 神護景雲2年（768年） 6月29日：筑後守
- 宝亀2年（771年） 閏3月1日：左少弁。5月14日：美濃介
- 宝亀4年（773年） 正月7日：従五位上
- 宝亀5年（774年） 3月5日：河内守。7月23日：兼鎮守副将軍
- 宝亀6年（775年） 9月13日：陸奥介、兼鎮守副将軍如元。11月15日：正五位下、勲五等
- 時期不詳：陸奥守。
- 宝亀8年（777年） 5月27日：陸奥按察使。12月14日：見陸奥鎮守将軍
- 宝亀9年（778年） 6月25日：従四位下、勲四等
- 宝亀11年（780年） 2月1日：参議

## 系譜
- 父：紀宇美[3]
- 母：不詳
- 生母不明の子女
  - 男子：紀和気麻呂[5]
  - 女子：紀吉継（?-784）[6]